# Dewa 19
Dewa 19 fue una banda de rock y pop de Indonesia, originarios de Surabaya, Java del Este. La banda se formó a partir de 1986 por un grupo de estudiantes de SMPN 6, todos sus producciones discográficas han sido producidas en Yakarta la capital de Indonesia.

## Miembros

### Anteriores miembros
- Dhani Ahmad Prasetyo
- Andra Junaidi
- Yuke Sampurna
- Agung Yudha
- Elfonda Mekel (Once)
- Ari Lasso
- Erwin Prasetya
- Wawan Juniarso
- Wong Aksan
- Setyo Nugroho (WizzTyo/ Tyo Nugros)

## Discografía

### Álbumes de estudio
- Dewa 19 (1992)
- Format Masa Depan (1994)
- Terbaik Terbaik (1995)
- Pandawa Lima (1997)
- Bintang Lima (2000)
- Cintailah Cinta (2002)
- Laskar Cinta (2004)
- Republik Cinta (2006)
- Kerajaan Cinta (2007)

### Álbumes Vida
- Atas Nama Cinta I & II (2004)
- Live in Japan (limited edition DVD) (2005)

### Copilación de Álbumes
- The Best Of Dewa 19 (1999)
- The Best Of Republik Cinta Management (2008)

## Galería

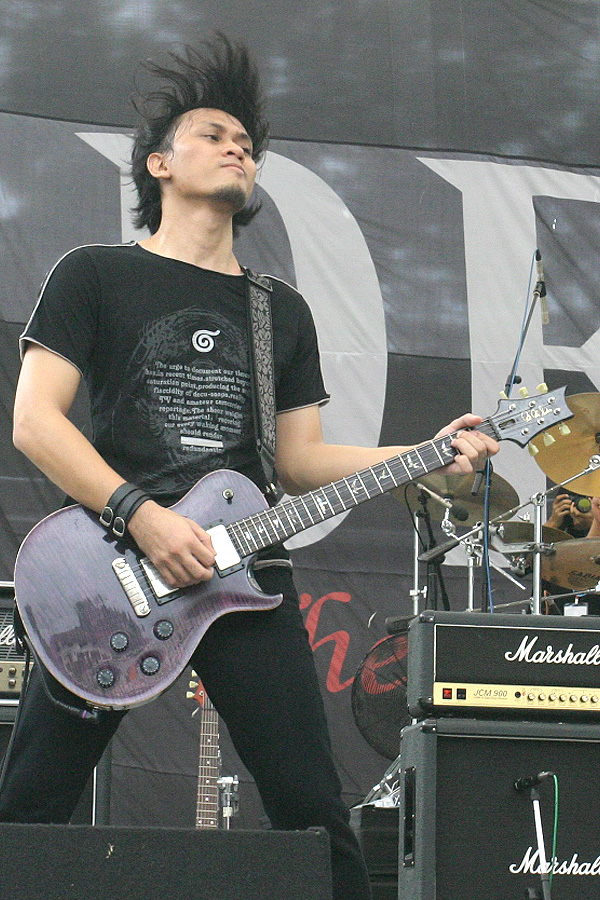
Andra in Dewa Concert in Fort Canning Singapore, 27 Feb 2005
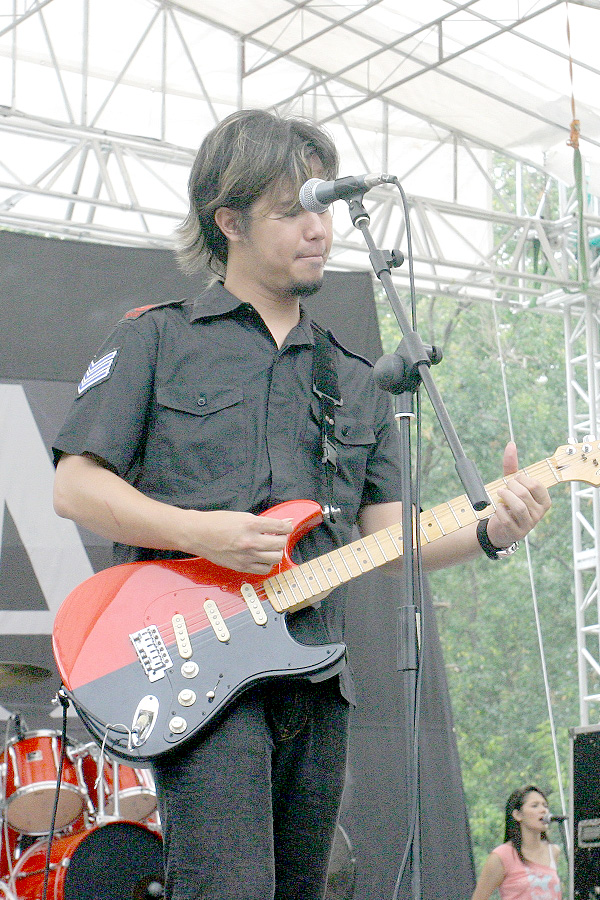
Ahmad Dhani in Dewa Concert in Fort Canning Singapore, 27 Feb 2005
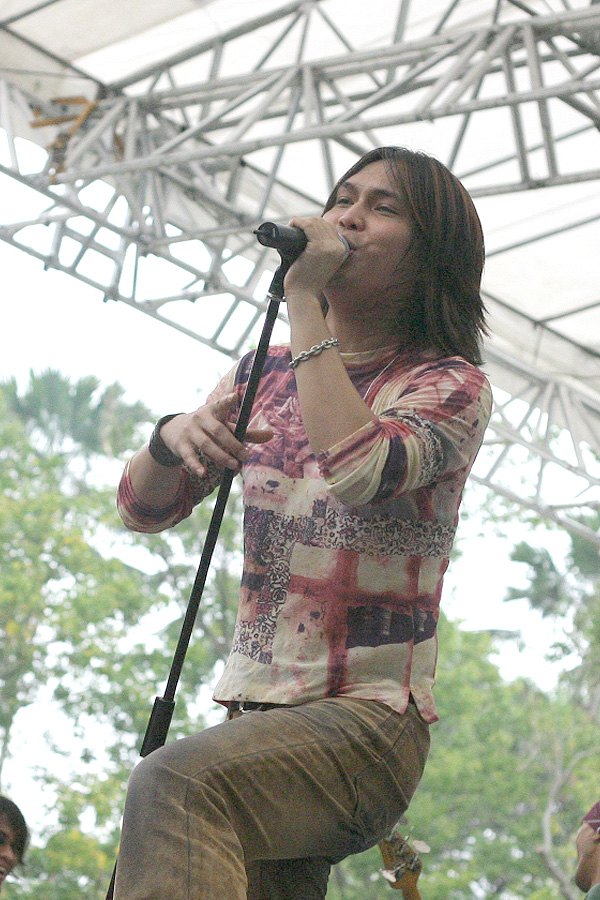
Once in Dewa Concert in Fort Canning Singapore, 27 Feb 2005
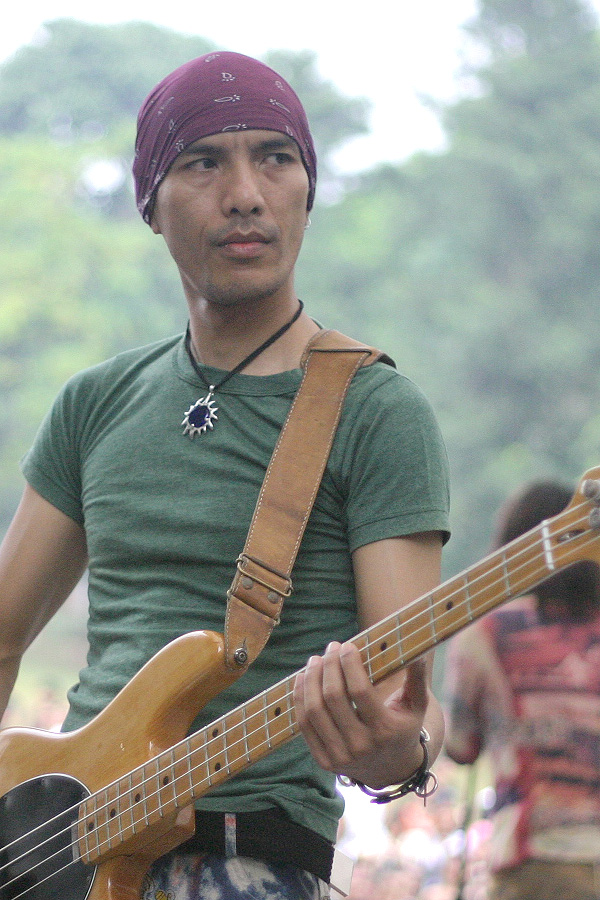
Yuke in Dewa Concert in Fort Canning Singapore, 27 Feb 2005